# Yang (Street Fighter)
Yang es un personaje ficticio de la saga de juegos de pelea de Street Fighter, es discípulo de Gen, Gen y es uno de los sobrinos de Lee, uno de los representantes de China junto a Gen en el primer Street Fighter.

## Historia acerca del personaje
Yang entró en el torneo que tiene lugar durante Street Fighter III para mostrar su destreza. Junto con Yun conocieron a Gill, que apreció su esfuerzo y les concedió el liderazgo de la ciudad. Ellos aún tienen el restaurante, probablemente Gen hizo el “Genhanten”. Gen le enseñó artes marciales, que si bien Gen no es abuelo de los chicos como se menciona, es un buen amigo del padre de estos. Se dice que Yang es discípulo de Gen quien le habría enseñado muchos de los movimientos que normalmente usa Yang. Yang habría aprendido de Gen principalmente el estilo de la Mantis.
Recientemente se ha confirmado que hizo presencia en el Super Street Fighter IV en la versión Arcade junto con Yun, por lo que acompañaría por primera vez a su Maestro Gen.

## Datos Adicionales
- Hobbies Montar Skate Patinaje en línea, acariciar gatos.
- Gusta Ser maduro, estar con su hermano gemelo Yun e ir al cine.
- Odia Personas impacientes, tofu

- Datos: Q4380738